# برايان جوي
برايان جوي (بالإنجليزية: Brian Joy)‏ (26 فبراير 1951 بسالفورد في المملكة المتحدة - ) هو لاعب كرة قدم بريطاني في مركز الدفاع. لعب مع بلاكبيرن روفرز وماكليسفيلد تاون ونادي إكزتر سيتي ونادي ترانمير روفرز لكرة القدم ونادي توركي يونايتد ونادي دونكاستر روفرز ونادي يورك سيتي ولاس فيغاس كويكسيلفرز ‏ ونادي غوادالاخارا (نادي كرة قدم) وكليفلاند كوبراز ‏ وSan Francisco Fog (soccer) ‏.